# Polymerační stupeň
Polymerační stupeň (Pn) udává, kolik stavebních jednotek (monomerů) či strukturních jednotek je zabudováno v makromolekule. Je dán poměrem molekulové hmotnosti polymeru (Mn) a monomeru či strukturní jednotky (Mm): {\displaystyle P_{n}={\frac {M_{n}}{M_{m}}}}.
U homopolymeru je přítomen pouze jeden druh monomerní jednotky a číselný průměr stupně polymerizace je dán vzorcem {\displaystyle DP_{n}\equiv X_{n}={\frac {M_{n}}{M_{0}}}},
kde Mn je číselná střední molární hmotnost a M0 molární hmotnost monomerní jednotky. Ve většině průmyslových výrob jsou požadovány polymerizační stupně v řádu tisíců až desetitisíců. Uvedené číslo neodráží změny ve velikosti molekul, vyjadřuje jen průměrný počet monomerních jednotek.
Stupeň polymerizace lze také definovat jako počet opakujících se jednotek, který u kopolymerů nemusí být stejný jako počet monomerních jednotek. V případě nylonu 66 opakující se jednotka obsahuje dvě monomerní jednotky,  —NH(CH2)6NH—  a  —OC(CH2)4CO—, takže řetězec 1000 monomerních jednotek obsahuje 500  opakujících se jednotek; podle první definice je tak stupeň polymerizace 1000, zatímco podle druhé 500.

## Postupná a řetězcová polymerizace
Při postupné polymerizaci je k dosažení vysokého stupně polymerizace, Xn (a tedy vysoké molekulové hmotnosti), podle Carothersovy rovnice {\displaystyle {\bar {X}}_{n}={\frac {1}{1-p}}}, potřeba vysoká míra přeměny, p; například k dosažení Xn = 100 je potřeba přeměnit 99 % monomeru.
U řetězcových radikálových polymerizací, nelze použít Carothersovu rovnici, protože se dlouhé řetězce vytváří již na začátku reakce. Delší reakční doby způsobují vyšší výtěžky polymeru, ale téměř neovlivňují střední molekulovou hmotnost. Stupeň polymerizace je určován kinetickou délkou řetězce, tedy průměrným počtem molekul monomeru zpolymerizovaných na jednu iniciaci. Polymerizační stupeň se může lišit od kinetické délky, a to z několika důvodů:
- Terminace může probíhat, zcela nebo částečně, rekombinací dvou radikálových řetězců, čímž se polymerizační stupeň až zdvojnásobí.
- Přenos řetězce na monomer novou makromolekulu ze stejného kinetického řetězce, což míru polymerizace sníží.
- Míra polymerizace se může snižovat i přenosem řetězce na rozpouštědlo.

## Vliv na fyzikální vlastnosti

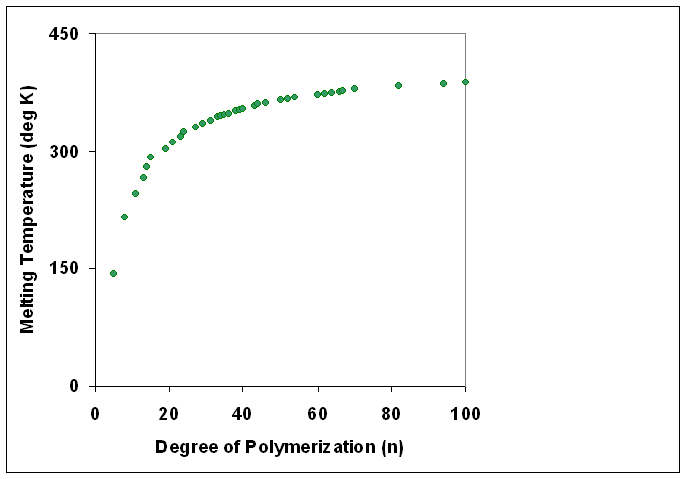
Závislost teploty tání polyethylenu na stupni polymerizace

Polymery stejného složení, lišící se pouze molekulovými hmotnostmi, nemají různé fyzikální vlastnosti; při vyšších stupních polymerizace vykazují vyšší teploty tání a  pevnosti.

## Číselný a hmotnostní průměr
Syntetické polymery obsahují směsi makromolekul s různými hodnotami polymerizačního stupně a tedy i různými molekulárními hmotnostmi. Existuje několik druhů průměrných molekulových hmotností, měřitelných různými způsoby; dvěma nejvýznamnějšími jsou číselná (Xn) a hmotnostní střední molekulová hmotnost (Xw).
Číselný průměr stupně polymerizace je vážený průměr stupňů polymerizace jednotlivých molekul, kde jsou vahami molární zlomky odpovídající jednotlivým hmotnostem. Zjišťuje se obvykle měřením osmotického tlaku polymeru.
Hmotnostní průměr stupně polymerizace stupňů polymerizace jednotlivých molekul, kde jsou vahami hmotnostní zlomky odpovídající jednotlivým hmotnostem. K jeho určení se používá měření Rayleighova rozptylu.